# 塚本哲人
塚本 哲人（つかもと てつんど、1925年9月2日 - 2008年4月9日）は、日本の社会学者。東北大学名誉教授。専門は、農村社会学、社会教育学。戦後の日本農村社会学を福武直らとともに基礎づけた。

## 人物・来歴
1925年、東京生まれ。1945年旧制山形高校卒業後、1948年東京帝国大学文学部社会学科卒業。1951年東京大学大学院社会学専攻満期退学。
1950年東洋大学文学部助教授、1951年東京大学文学部助手、1955年北海道大学文学部助教授を経て、1958年東北大学教育学部助教授。1972年同教授。東北大学では、1989年に定年退官をむかえるまで、東北地方の農村調査を精力的に進めるとともに、数多くの弟子を輩出した。
定年退官後は、明海大学、常磐大学で教鞭をとった後、1997年に岩手県立盛岡短期大学学長となり、1998年からは岩手県立大学開学とともに副学長に就任した。2004年に退職、瑞宝中綬章に叙された。

## 著書

### 共著
- （福武直）『日本農民の社會的性格』（有斐閣, 1954年）

### 編著
- 『高齢者教育の構想と展開』（全日本社会教育連合会, 1990年）
- 『現代農村における「いえ」と「むら」』（未來社, 1992年）

### 共編著
- （古野有隣）『社会教育の経営』（第一法規出版, 1979年）
- （古野有隣・山路勝男）『21世紀への人づくりまちづくり――岩手県金ケ崎町 生涯教育の実践』（日常出版, 1984年）
- 『歴史にみる東北の方位』（河北新報社, 1991年）
- （渡辺信夫・米地文夫）『風土にみる東北のかたち』（河北新報社, 1991年）

### 翻訳
- R.P.ドーア『都市の日本人』（岩波書店, 1962年）